# Hexatoma grisea
Hexatoma grisea är en tvåvingeart som först beskrevs av Riedel 1914.  Hexatoma grisea ingår i släktet Hexatoma och familjen småharkrankar. Inga underarter finns listade i Catalogue of Life.